# Куэва-де-лос-Касарес
Куэва-де-лос-Касарес (исп. Cueva de los Casares) — пещера в Риба-де-Саэлисес, провинция Гвадалахара, Испания, в которой в 1933 году были обнаружены настенные рисунки эпохи палеолита. Наиболее примечательно в данной пещере, малоизвестной за пределами Испании, то, что в ней найдены самые древние примеры рисунков на тему биологических отношений между мужчиной и женщиной, включая половой акт, беременность, рождение ребёнка и семейную жизнь. Имеются и символические изображения пениса и вульвы. На рисунках также изображены мамонты и другие животные, орудия, абстрактные фигуры.

## Галерея изображений

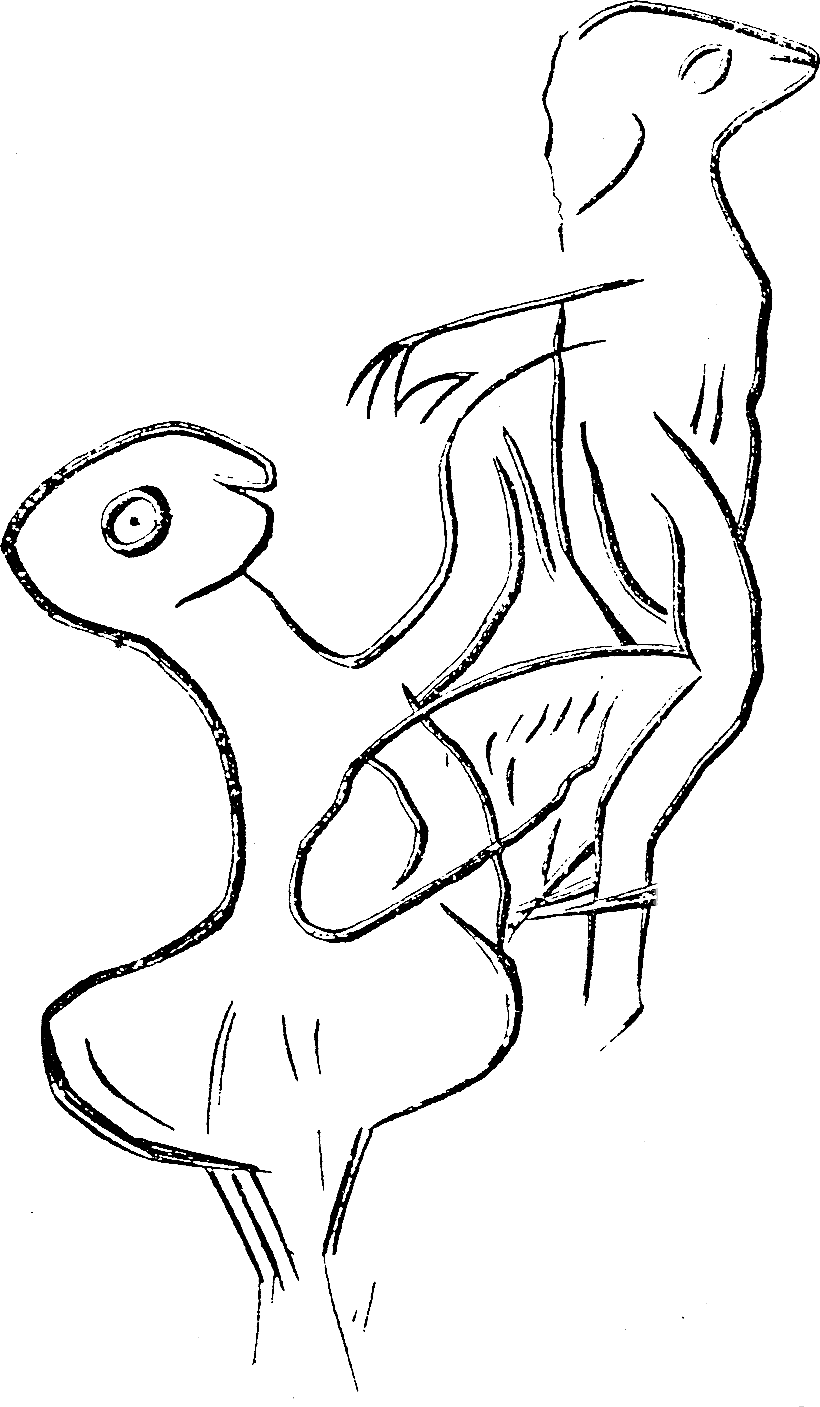
Рисунок полового акта
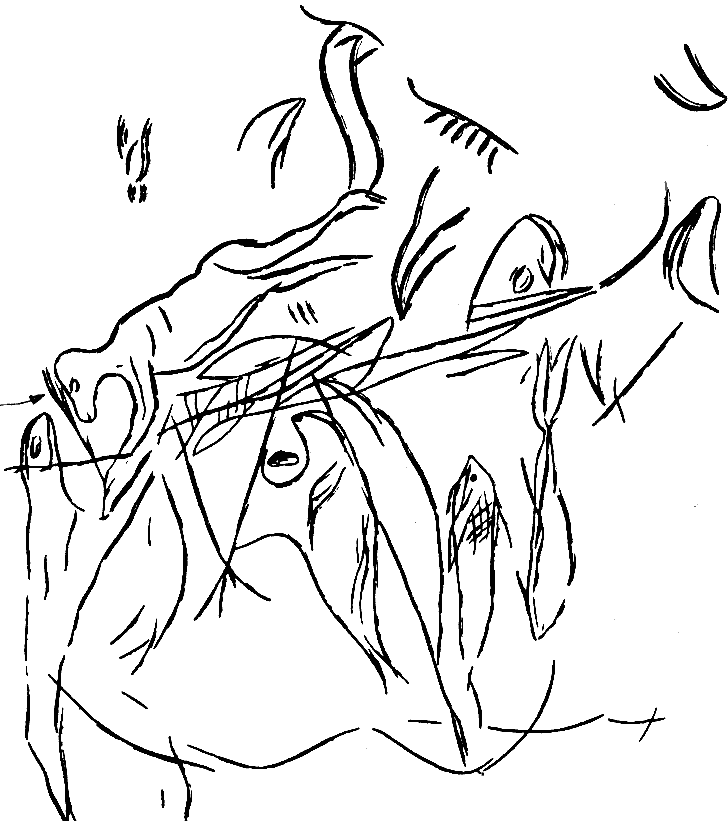
Ритуальное окунание